# سیارک ۲۰۳۶
سیارک ۲۰۳۶ (به انگلیسی: 2036 Sheragul، نامگذاری:1973SY2) دو هزار و سی و ششمین سیارک کشف شده‌است که در ۲۲ سپتامبر ۱۹۷۳ کشف شد.
قدر مطلق سیارک برابر ۱۲٫۷۰ است.